# Волки охотятся ночью
«Волки охотятся ночью» (фр. Les loups chassent la nuit) — франко-итальянский кинофильм с Луи де Фюнесом, снятый по роману Пьера Фронде «Лейтенант из Гибралтара».

## Сюжет
Шпионский детектив-мелодрама, первый полнометражный фильм Бернара Бордери. 
Агенты секретной службы Сириль Дормуа (Жан-Пьер Омон) и Тома Моллер (Фернан Леду) отправляются из Венеции на территорию Триеста, чтобы обезвредить вражеских агентов во главе с неким Мигелем, устроивших крушение авиалайнера.
Для того, чтобы выйти на след противника, Дормуа использует певичку из кабаре Катрину, к которой Мигель неравнодушен.

## В ролях
- Жан-Пьер Омон — Сириль Дормуа
- Карла Дель Поджо — Катрин
- Фернан Леду — Тома Моллер
- Рольдано Лупи — Мигель
- Джон Кицмиллер — подручный Мигеля
- Ник Вожель — Джим, водитель Моллера
- Марсель Эрран — Педро, директор кабаре
- Аттилио Доттезио — Баум (Хорнер), шпион
- Джанни Риццо — комиссар итальянской полиции
- Софи Сель — служащая отеля

Под названием «Девушка из Триеста» фильм демонстрировался в Италии (La ragazza di Trieste), Испании (La muchacha de Trieste) и Португалии (A Rapariga de Trieste). 
Песни Faut pas m'en vouloir и Le Bonheur написаны Жозефом Косма и Марком Ланжаном.

## Интересные факты
- Луи де Фюнес снялся в эпизодической роли бармена, наливающего порто.